# Ophiocomina nigra

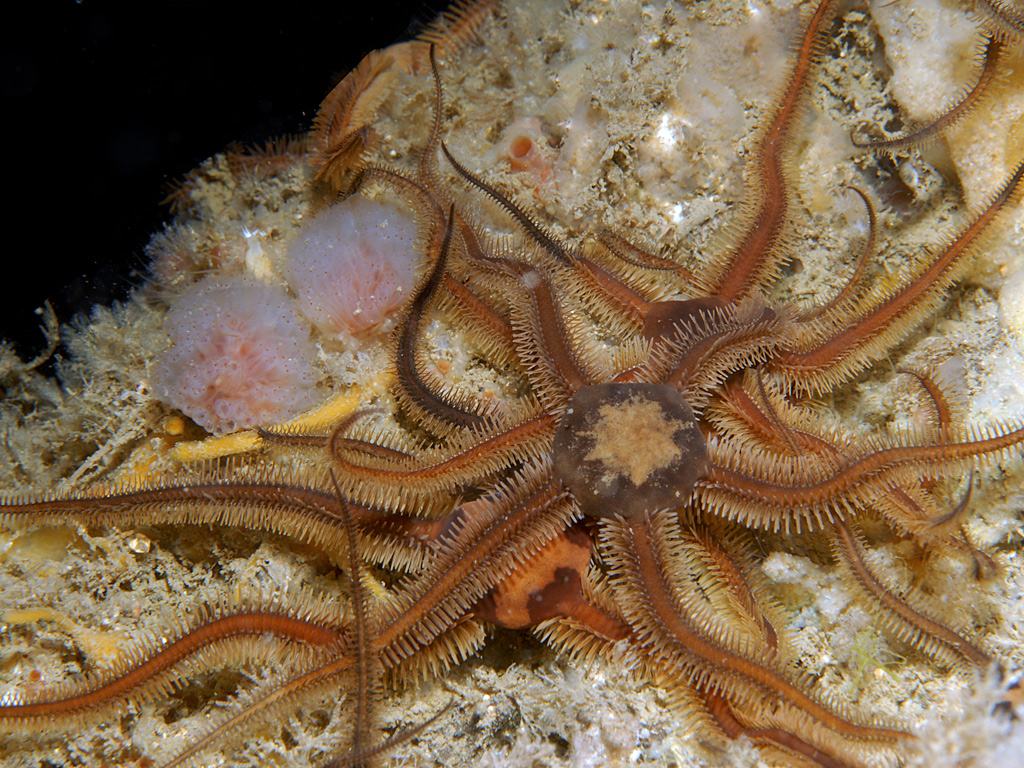
Hình ảnh của Ophiocomina nigra.

Ophiocomina nigra là tên của một loài sao biển thuộc họ bộ Ophiurida. Nó xuất hiện ở vùng biển phía đông bắc Đại Tây Dương, biển Bắc và Địa Trung Hải.

## Mô tả
Nó có kích thước lớn, cánh của nó dài 12,5 cm, đường kính vùng giữa của nó là 25,5 cm. Màu sắc chung của nó là màu đen hoặc là màu nâu. Nhưng cũng có những cá thể có màu sắc nhạt hơn. Mỗi cánh của nó có từ 5 đến 7 gai ở mặt trên, còn mặt dưới thì có chân ống nhưng lại không có giác hút.

## Môi trường sống và phân bố
Tại Đại Tây Dương thì chúng sống trong khu vực từ Na Uy đến Açores. Chúng còn sống ở biển Bắc và Địa Trung Hải. O. nigra sống ở độ sâu 100 mét tại những đáy biển có đá, sỏi nhưng người ta thi thoảng thấy chúng ở độ sâu lớn hơn. Nó cũng chịu được những nơi có độ mặn thấp.

## Sinh vật học
Nó là loài săn mồi, ăn lọc và ăn xác chết. Nó dùng những cánh của mình để bắt lấy những mảnh vụn hữu cơ và những loài động vật không xương sống nhỏ trôi theo dòng chảy.
Mùa sinh sản của chúng diễn ra vào tháng 6 tại một ngọn núi ở cửa sông Clyde, Scotland. Người ta thấy những con cái thường đi chung với những con đực nhỏ hơn mình. Con đực khi ấy ở trên hoặc ở dưới người con cái. Và hai giao tử đực cái của chúng sẽ gặp nhau ở trong cột nước. Ấu trùng của loài này là sinh vật phù du và sẽ trở thành con non sau vài tháng. Con non sẽ trưởng thành sau 3 hoặc 4 năm. Loài này phát triển chậm nhưng bù lại thì có tuổi thọ cao.